# A.J. Cronin
Archibald Joseph Cronin, född 19 juli 1896 i Cardross, Dunbartonshire (i nuv. Argyll and Bute), död 6 januari 1981 i Montreux, Schweiz, var en brittisk (skotsk) författare. 
Cronin var utbildad läkare, men skadades 1930. Han bestämde sig då för att satsa på romanskrivandet. Debutromanen Hattmakarens borg från 1931 blev en succé, liksom de flesta av hans senare böcker. I slutet av sitt liv bodde Cronin med familj i Schweiz.
Många av Cronins böcker utspelar sig i gruvmiljö, vilket har samband med att han som ung praktiserade i gruvdistrikten i Wales och lärde känna den miljön. Efter den stora framgången med debutromanen Hattmakarens borg spreds hans romaner i mångmiljonupplagor världen över, och han fick hederstiteln "världens mest läste författare".
Exempel på andra kända böcker är Citadellet, Korsfararens grav, Tre kärlekar, Judasträdet och Himmelrikets nycklar.